# Дора Габе
Вижте пояснителната страница за други личности с името Дора Габе.
Дора Петрова Габе (с рождено име: Изидора Пейсах) е българска поетеса, писателка и преводачка от еврейски произход.

## Биография
Дъщеря е на Петър Габе, преселник от Русия, публицист и общественик. Завършва гимназия във Варна, записва естествени науки в Софийския университет (1904) и следва френска филология в Женева и Гренобъл (1905 – 1906). Учителка по френски език в Добрич (1907).
Кръщава се като православна християнка, преди да се омъжи за Боян Пенев. От 1911 до 1932 г. пребивава многократно (със съпруга си и самостоятелно, във връзка с преводаческата си дейност) в чужбина: Полша, Германия, Швейцария, Австрия, Чехия, Франция, Великобритания.
През 1923 г. се разделя окончателно със съпруга си, макар че не се развеждат. През 20-те и 30-те години на XX век изнася в България и зад граница сказки по проблеми на българската литература и за съдбата на Добруджа. През 1925 г. Министерството на народната просвета ѝ възлага да редактира (съвместно със Симеон Андреев) библиот. поредица „Библиотека за най-малките“. По-късно е редактор (1939 – 1941) на детското списание „Прозорче“.
Дора Габе е сред учредителите на Българо-полския комитет (1922), на Българския ПЕН клуб (1927) и негова дългогодишна председателка. Съветничка по културните въпроси в Българското посолство във Варшава (1947 – 1950), представителка на България в международните конгреси на ПЕН клубовете, в международното сътрудничество.
През 1968 г. е удостоена със званието „Почетен гражданин на град Толбухин“.

## Творчество
За пръв път в Шумен публикува стихотворението „Пролет“ в сп. „Младина“ (1900).
Истинският ѝ творчески дебют са стихотворните цикли, поместени в списанията „Мисъл“, „Демократически преглед“ и „Ново общество“ през 1905 – 1906 г. Първата лирична стихосбирка на Дора Габе „Теменуги“ е в духа на модния в началото на века сецесионен сантиментализъм и отчасти – на налагащата се поетична конвенция на символизма. Създадена е с редакторската намеса на Пейо Яворов (стигаща до съавторство) и при съставителството на проф. Боян Пенев, чиито образи поетесата съхранява трайно в емоционалната си памет, вплита имплицитно и чрез посвещения в късното си творчество.
Дора Габе разгръща дарованието си и в областта на детската литература. Дебютира в „Златна книга на нашите деца“ на Александър Божинов през 1921 г. Книгите ѝ за деца от 20-те до 60-те години са настолно четиво на няколко поколения български деца, принадлежат към класиката на детското литературно наследство. Особено място в творчеството на Дора Габе за деца (осъществено и в прозаични жанрови форми) заемат мемоарните импресии, събрани в книжката „Някога“.
От началото на второто десетилетие до края на 30-те години обнародва поезия за възрастни и деца, пътеписи, разкази, есеистична проза, импресии, отзиви за театрални статии по въпроси на чуждестранната и българската литература, спомени за поети и писатели в списанията „Съвременна мисъл“, „Златорог, „Полско-български преглед“, „Демократически преглед“, „Листопад“, „Добруджански преглед“, „Изкуство и критика“ и др., във вестниците „Слово“, „Епоха“, „Вестник на жената“, „Свободна реч“, „Зора“, „Женски глас“, „Мисъл“, „Съвременник“, „Вестник на вестниците“, „Дневник“, „Заря“ и др., в детските периодични издания „Светулка“, „Детска радост“, „Детски свят“, „Другарче“, „Детски живот“, „Росица“, „Славейче“, „Весела дружина“, „Прозорче“ и др.
След 1944 г. публикува в литературния и периодичния печат, в детските списания „Славейче“, „Дружинка“, „Деца, изкуство, книги“ и др.

## Произведения

### Романи
- Мълчаливи герои (1931)
- Майка Парашкева (1971)

### Повести
- Малкият добруджанец (1927)
- Ние малките (1946)

## Преводи
От 1917 до края на живота си Дора Габе развива активна преводаческа дейност. Превежда от полски, чешки, руски, френски, гръцки творби на Адам Мицкевич, Мария Конопницка, Станислав Виспянски, Кажимеж Тетмайер, Юлиуш Словацки, Владислав Реймонт, Ян Каспрович, Хенрик Сенкевич, В. Лидер, А. Дигасински, Леополд Стаф, Антони Слонимски, Юлиан Тувим, К. Алберти, Иржи Волкер, Е. Флеч, Витезслав Незвал, Карел Чапек, Ж. Жиано, Ярослав Сайферт, Арнолд Слуцки, Владислав Броневски, В. Имбер, Самуил Маршак, Е. Камберос, Р. Буми-Папа, Менелаос Лудемис, Янис Рицос и много други.
Най-крупното ѝ преводаческо дело са антологиите „Полски поети“ (1921), на която Дора Габе е преводачка, съставителка и авторка на характеристиките, „Химни“ на Ян Каспрович (1924) и „Анхели“ на Ю. Словацки (1925). Отделни книги („Някога“ – преводачи Витезслав Незвал и Янис Рицос; „Почакай, слънце“) и творби на Дора Габе са преведени в Австрия, Аржентина, Великобритания, Виетнам, Германия, Гърция, Канада, Куба, Ливан, Перу, Полша, Румъния, Русия, Словакия, Украйна, Франция, Чехия.

## Памет
На Дора Габе е наречена улица в квартал „Национален киноцентър“ в София (Карта).

## Отличия и награди
- 27 август 1927 г. – Златен кръст за заслуги (Полша)[6]
- 20 април 1929 г. – почетна грамота от Всемирния съвет на мира[7]
- 30 декември 1946 г. – орден „9 септември 1944“, III степен[8]
- 1 октомври 1963 г. – награда на Съюза на българските писатели за стихотворението ѝ „Родина“[9]
- 21 май 1966 г. – удостоена е със званието „Заслужил деятел на културата“, в областта на поезията[10]
- 28 август 1968 г. – удостоена е с орден „Георги Димитров“ по случай 80-годишнината от рождението ѝ[11]
- 23 май 1969 г. – удостоена е със званието „Народен деятел на културата“[12]
- 16 юни 1972 г. – почетна грамота от централния съюз на професионалните съюзи за повестта „Майка Парашкева“[13]
- 9 юли 1975 г. – удостоена е с литературната награда „Иван Вазов“ от Общинския народен съвет в Пловдив за стихосбирката „Сгъстена тишина“[14]
- 16 юни 1978 г. – удостоена е със званието „Лауреат на Димитровска награда“ за стихосбирките „Почакай слънце“, „Глъбини“ и „Сгъстена тишина“[15]
- 25 август 1978 г. – удостоена със званието „Герой на социалистическия труд“ по случай 90-годишнината от рождението ѝ[16]
- 25 декември 1978 г. – удостоена е с почетния знак на София, I степен[17]
- юни 1979 г. – специална награда от Съюза на българските композитори за стихотворението-песен „Вироглавка“[18]
- април 1979 г. – отличена е с награда „Петко Рачов Славейков“ за литературното ѝ творчество свързано с децата и българското училище[19]

## Галерия
- Училищен документ от Шуменската общинска „Нанчова“ девическа гимназия за Теодора Габе, ученичка в III „A“ клас през учебната 1897/1898 г., родена на 11 юли 1885 г. в с. Кюпелер
- Училищен документ от Шуменската общинска „Нанчова“ девическа гимназия за Тодора Габе, ученичка в IV „A“ клас през учебната 1898/1899 г., родена на 11 юли 1885 г. в с. Кюпелер
- Училищен документ от Шуменската общинска „Нанчова“ девическа гимназия за Тодора Габе, ученичка в V „A“ клас през учебната 1900/1901 г., родена на 11 юли 1885 г. в с. Кюпелер
- Сертификат за изучаване на френски от Университета в Гренобъл на Дора Габе, родена на 5 юли 1886 [коригиранa цифра] г. в Добрич